# شورای ملی (موناکو)
شورای ملی (فرانسوی: Conseil national‎،زبان لیگوری (رومی): Cunsiyu naçiunale) پارلمان (ارگان قانونگذاری) شاهزاده موناکو است. این هیئت متشکل از بیست و چهار عضو است که از میان لیست احزاب با رأی عمومی انتخاب می‌شوند. اعضای شورا برای یک دوره پنج ساله خدمت می‌کنند، و اگرچه ممکن است هنگام بحث در مورد قانون یا بودجه دولتی مستقل از شاهزاده عمل نمایند، اما شاهزاده قدرت متقابلی بین خود و شورای ملی دارد. او می‌تواند هر زمان که بخواهد آن را منحل کند، مشروط بر اینکه ظرف سه ماه انتخابات جدید برگزار شود.
شورا حداقل دو بار در سال برای رأی‌گیری در مورد بودجه کشور و لوایح پیشنهادی توسط دولت پادشاهی تشکیل جلسه می‌دهد. احکام (احکام اجرائی) در شورای دولت مورد بحث قرار می‌گیرد و پس از تصویب باید ظرف هشتاد روز برای امضاء به شاهزاده تسلیم شود تا از نظر قانونی لازم‌الاجرا شود. اگر ظرف ده روز از تاریخ تسلیم احکام اجرایی اظهار مخالفتی صورت نگیرد حکم اعتبار می‌یابد. رئیس فعلی شورای ملی بریژیت بوکون-پاژس است.